# آیین ایلامیان

نقشه‌ای از سرزمین ایلام باستان (نارنجی) و نواحی همسایه آن

دربارهٔ آئین ایلامیان، اطلاعات دقیقی در دست نیست ولی از منابع کمی که در دست است، می‌توان به نقش دین در زندگی آن‌ها پی برد.

## تاریخچه

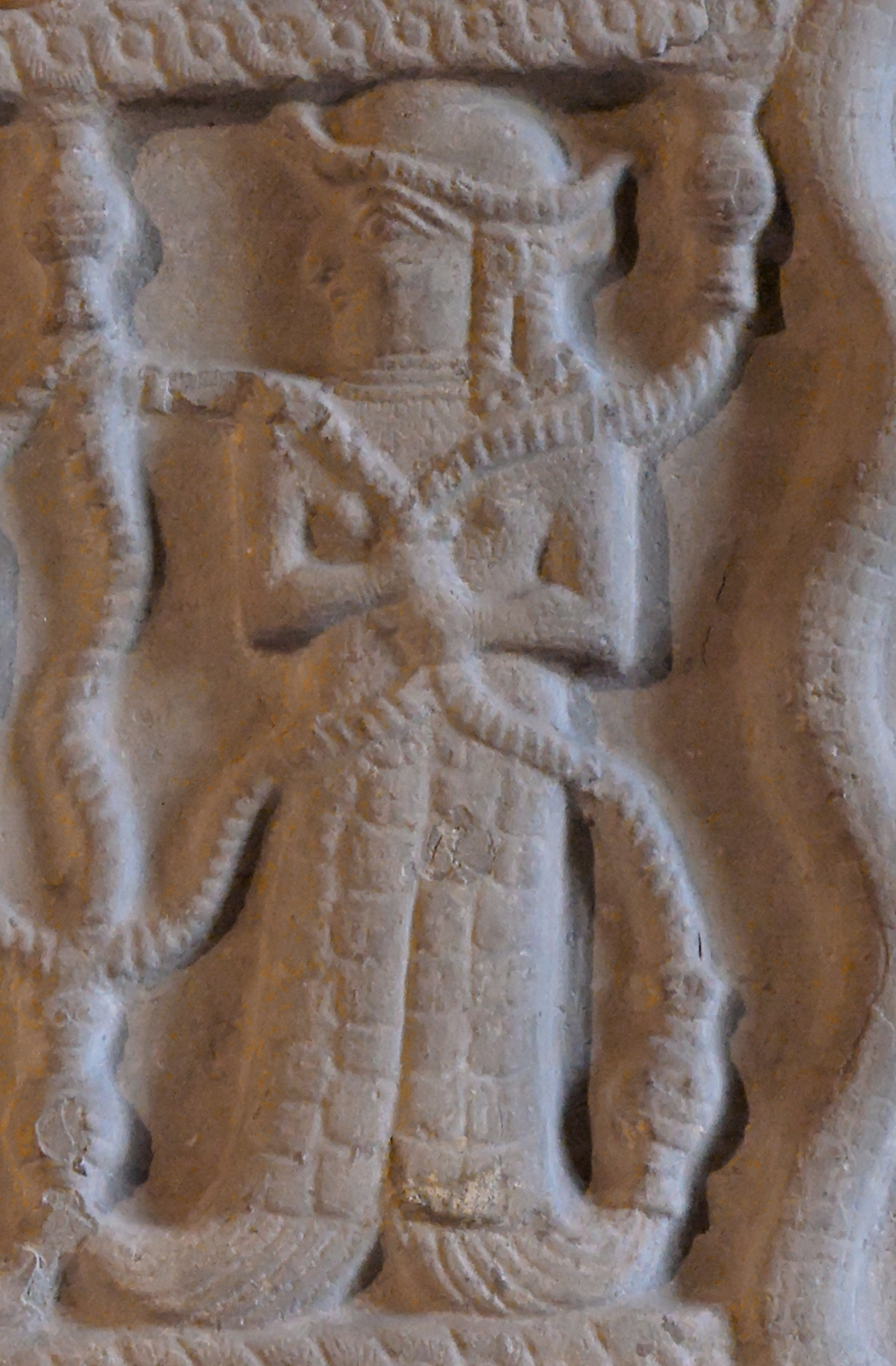
سنگ‌نگاره یادبود اونتاش ناپیریشا نقش زنی حک شده‌است که دم ماهی دارد و مارهایی را در دستان خود گرفته‌است. در بالای تصویر کامل این سنگ نگاره، کاهنه‌های معبد در حال عبور هستند.

ایلامیان از هزاره چهارم قبل از میلاد در شوش ساکن بوده و تا آنجا که مدارک کتبی نشان می‌دهد از ۲۶۸۵ سال پیش از میلاد، پادشاهان ایلام در این نواحی سلطنت می‌کرده‌اند و این پادشاهی تا سال ۶۴۰ پیش از میلاد ادامه داشت و با حمله آشوربانی‌پال برای همیشه از صفحه تاریخ محو گردید لیکن طولی نکشید که قوم و دولت ایلام جزئی از شاهنشاهی هخامنشی را تشکیل داد.
قبل از مزدایسم از اعتقادات دینی مردمی که در نواحی مختلف ایران زندگی می‌کردند، اطلاعات ما منحصر است به دین ایلامیان. از آنجائیکه مردمان نقاط دیگر سنگ‌نبشته‌ای از خود به‌جای نگذاشته‌اند، در مورد اعتقادات آن‌ها اظهارنظرها توأم با احتمالات می‌باشد. در مورد ایلامیان اسناد بیشتری برجا مانده‌است. ایلامیان جزو اولین گروه‌هائی هستند که بر ایران مسلط شده‌اند و در نتیجه حفاری‌هائی که در نقاط مختلف مربوط به این دوره شده معلوم گردیده، مشابهت کاملی در فرهنگ و تمدن نقاط مختلف هست، بنابراین امکان این نیز هست که از نظر اعتقادات مذهبی نیز بین این نقاط تشابهی وجود داشته باشد.
چنین بنظر می‌رسد در دوران‌های اولیه در ایلام نیز مانند ساکنان سایر نقاط ایران، بعضی از درختان نباتات و حیوانات مقدس شمرده شده، به علاوه‏ ستارگان که در رأس آن‌ها خورشید و ماه قرار داشت، نیز جنبه رب‌النوعی داشتند. آثاری که مربوط به اولین دوره پیشرفت افکار و اندیشه‌های دینی می‌باشد در مقبره‌هائی در شوش از ستارگان، نباتات و حیوانات تصاویری دیده می‌شود که جنبه مذهبی دارد. مارهای درهم پیچیده و عقاب‌هایی که بال‌های خود را آویخته‌اند، نیز به عنوان سمبل خدایان تصویر شده‌اند.
دومین مرحله پیشرفت دینی در ایلام با پیدایش خدایانی شکل حیوانات مخصوصاً خدایانی که سر انسان و بدنی با هیکل شیر دارند مشخص می‌شود. در اوایل این اشکال ترکیبی حیوانی خدایان محافظ تلقی می‌شدند و بعدها نمایشگر جن‌ها و پریان بودند.

در مرحله سوم که دوره پیشرفت اعتقادات دینی است، خدایان شکل انسان تصویر شده و این رب‌النوع‌ها از بی‌نام و نشانی خلاص شده و بنابر نقشی که داشته‌اند، نامی بر آن‌ها گذاشته شده، بدین ترتیب ماهیت و نقش خدایان معلوم گردیده‌است.
مذهب ایلامیان ویژگی‌هایی داشت که آن را با آداب و رسوم اقوام مجاور آن‌ها در بین‌النهرین پیوند می‌داد. اما در واقع، مذهب ایلامی انفرادی و دارای ویژگی خاص خود بود. بخشی از این فردیت، شامل احترامی غیرعادی برای مادران و در ستایش ماران بود که، ریشه در سحر و جادوگری داشت. در حقیقت نکته‌های مربوط به مار در بسیاری از جنبه‌های تمدن ایلامی به چشم می‌خورد. حتی در ظروف سفالین هزاره سوم و چهارم، تصاویر فراوانی از مار دیده می‌شود.
شکل مار بروی سر کوزه، بر روی سر پوش ظرف، به عنوان حفاظتی علیه چشم زخم و آزار شیطان به کار می‌رفت، یا به عنوان محافظ دروازه‌ها به‌شمار می‌آمد. مارها را در حجاری‌های پادشاهان دیده می‌شود که در پیرامون محراب یا بر روی دسته‌های تبر و عصای سلطنتی و مانند آن‌ها حلقه زده‌اند. همچنین به صورت جایگاه پادشاهان نشان داده شده‌است.
از روزگار باستان، تصویر مار در پیرامون درخت زندگی در ایلام نشان داده شده، و مظهر باروری و عبارت از دو مار در حال جفت‌گیری بوده که تا مصر نیز برده شده‌است. تصویر مار با سر انسانی، حاکی از آن است که به این خزنده جنبه خدایی می‌دادند، و این امر در بین‌النهرین ناشناخته بود.

## خدایان ایلامی

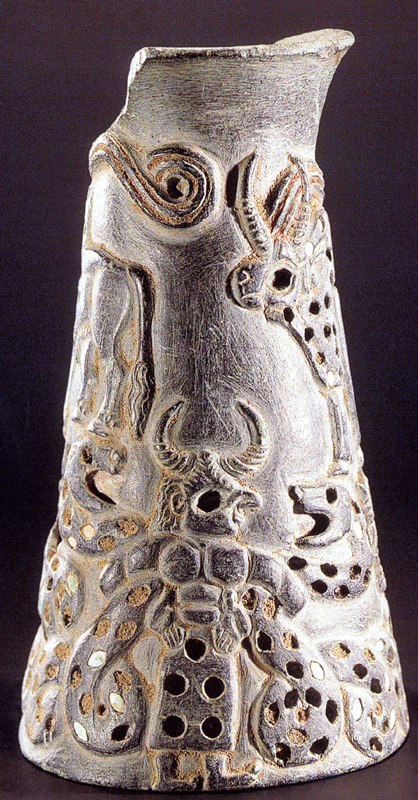
گلدان از جنس کلینوکلر تزیین شده با تصویر یک الهه با «دو شاخ» در کنار مارها. یک اثر ایلامی که توسط پلیس مرزی ایران از قاچاقچیان میراث تاریخی، در مسیری به ترکیه کشف شد و مصادره شد. سبک ساخت آن شبیه گلدان‌های «جیرفت» است.

مذهب ایلامی در طی قرن‌ها پایدار ماند. در قدیمی‌ترین متن بازمانده ایلامی که عبارت از عهدنامه‌های مربوط به ۲۲۸۰ پیش از میلاد است، تقریباً همهٔ خدایانی را می‌بینیم که در ایلام در ۶۴۰ پیش از میلاد نیز مورد پرستش بودند. در این جهان خدایان، یک الهه به نام پینی‌کر بیش از همه اهمیت داشت، عهدنامه‌ای که در بالا بدان اشاره کردیم با این جمله آغاز می‌شود «ای پینی‌کر رب‌النوع و شما ای خدایان نیکوی آسمان، بشنوید!» بعدها ایلامی‌ها پینی‌کر را خدای آسمان و دارای قدرت نفرین دانستند، و نامش را به صورت بخشی از اسامی خاص آوردند. مردم بین‌النهرین پینی‌کر را نوعی ایشتار می‌نامیدند، که در حقیقت در نظر ایلامی‌ها، بزرگ مادر خدایان بود. این امر که یک الهه، برتر و جدا از سایر خدایان ایلامی بود، حاکی از آن است که پیروان مذهب ایلامی جنبهٔ مادرسالاری به آن می‌دادند.
امّا در جنوب‌شرقی ایلام، در منطقه ساحلی خلیج فارس، مادر خدای دیگری بود که کری‌ریشا نام داشت. این خود در اصل نامی خاص نبود، و مفهوم الهه بزرگ را داشت (کری:الهه، ریشا:بزرگ). این الهه به نقاط دیگر راه یافت، و پادشاهان و شاهزادگان ایلامی پرستشگاه‌هایی وقف آن کردند. در خود شوش که پایتخت بود، کری‌ریشا لقب افتخارآمیز مادر خدایان و بانوی معبد بزرگ را داشت. امّا او را هرگز با پینی‌کر، که بومی شوش بود، اشتباه نمی‌کردند.
ایلامی‌ها از داشتن دو یا سه مادر خدایان ناراحت نبودند. درست است که نفوذ کری‌ریشا در سراسر ایلام در هزاره دوم برقرار بود، ولی در همان زمان مادر خدایان محلی پایدار ماندند. ایلامی‌ها از راه احتیاط، هدایایی هم به الهه‌های بومی و هم به الهه‌های بیگانه تقدیم می‌داشتند، در هر صورت، به نظر نمی‌رسد که بیش از دو مادر خدایان را در یک جا پرستیده باشند، جز در شوش که در آن جا در دوره متأخر سلطنت، بجز دو الهه بالا، الهه دیگری به نام پارتی مورد پرستش بود.
در هزاره سوم، بزرگ مادران خدایان برتر از سایر خدایان ایلامی به‌شمار می‌آمدند، ولی در هزاره دوم تغییری پدید آمد، همان گونه که مادرسالاری در ایلام جای خود را به تدریج به پدرسالاری داد، صف‌آرایی مجدد و مشابهی در میان خدایان صورت گرفت. مادر خدایان نیز جای خود را به یک خدای مذکر داد؛ ولی هرگز از میان خدایان ایلامی محو نشد، زیرا در دل مردم ساده جایگاهی همیشگی داشت. این موضوع را با مشاهده تندیس‌های بی‌شماری از خاک رس از الهه‌های معروف به عریان که از میان ویرانه‌ها پیدا شده، می‌توان درک کرد که سینه‌های خود را با دو دست گرفته‌اند.
خدای مذکری که الهه بزرگ مجبور شد جای خود را به او بدهد، هوم‌بان نام داشت، در هزاره سوم، هومبان هنوز در مقام سوم بود، ولی از نیمه هزاره دوم به بعد، در رأس خدایان جای گرفت. برخلاف مادران خدایان، که تنها پیروان محلی داشتند، هوم‌بان همیشه در سراسر ایلام مورد پرستش بود، و با لقب آقای آسمان در شوش همسر بانوی آسمان بود که نخست پینی‌کر و بعدها کری‌ریشا بود. الهه اخیر لقب همسر بزرگ را داشت. این ازدواج دوم، منجر به تولد خدایی به نام هوتران شد، در نام‌های خدایانی که در عهدنامه ۲۲۸۰ پیش از میلاد دیده می‌شود، هوتران را در درجه پانزدهم از میان ۳۷ خدا قرار دادند.
خدای خورشید در میان ایلامیان ناهونته‏ که کلمه بومی برای خورشید است، و در آغاز نان‌هونده‏ بوده که به معنی آفرینندهٔ روز است. در عهدنامه ۲۲۸۰ پیش از میلاد، خدای خورشید جای پنجم را بالای اینشوشی‌ناک داراست، و در آن کلمات زیر تکرار می‌شود: پادشاه نوکر باوفای ناهونته است؛ پادشاه تابع اینشوشی‌ناک است. این امر اهمیت دوگانهٔ خدایان را که مظهر قانون بودند، مورد تأکید قرار می‌دهد:تا زمانی که بشر، حتی پادشاهان، در روشنایی زمین راه می‌روند، باید نسبت به خدای خورشید وفادار بمانند. اما هنگامی که به قلمرو تاریکی رسیدند، تابع اینشوشی‌ناک قاضی مردگان می‌شوند.
غیر از خدای خورشید، همیشه یک خدای ماه در ایلام وجود داشت. در واقع، همه صورت‌های فلکی و نیروهای طبیعی و حتی دریاها مورد پرستش ایلامیان بود. خدای ماه را بیش از همه پدر یتیمان می‌دانستند.
از مهم‌ترین خدایان بی‌شمار ایلام سیموت یا شیموت‏ برجسته‌تر از همه است، و لقب جالب توجه «خدای ایلامیان» را دارد. او را «قاصد نیرومند خدایان» می‌دانستند، و در سراسر منطقه مورد پرستش بود. زنش نیز مانزات یا مانزیت‏ نام داشت.
ایلامیان عقیده داشتند که همه خدایان دارای نیرویی اسرارآمیز و فوق طبیعی به نام کیتن هستند. کیتن طلسم و فرایزدی بود، و به منظور حمایت و حتی تنبیه به کار می‌رفت. فرمانروایان ایلام سلطه خود را براساس حمایت سحرآمیز کیتن بنیان نهاده‌بودند، و به منزلهٔ نمایندگان زمینی کیتن آسمانی به‌شمار می‌آمدند، ضمن آنکه خدایان دارای کیتن بودند، هومبان را برخوردار از فره ویژه فرمانروایان می‌دانستند.

## مراسم مذهبی ایلامیان

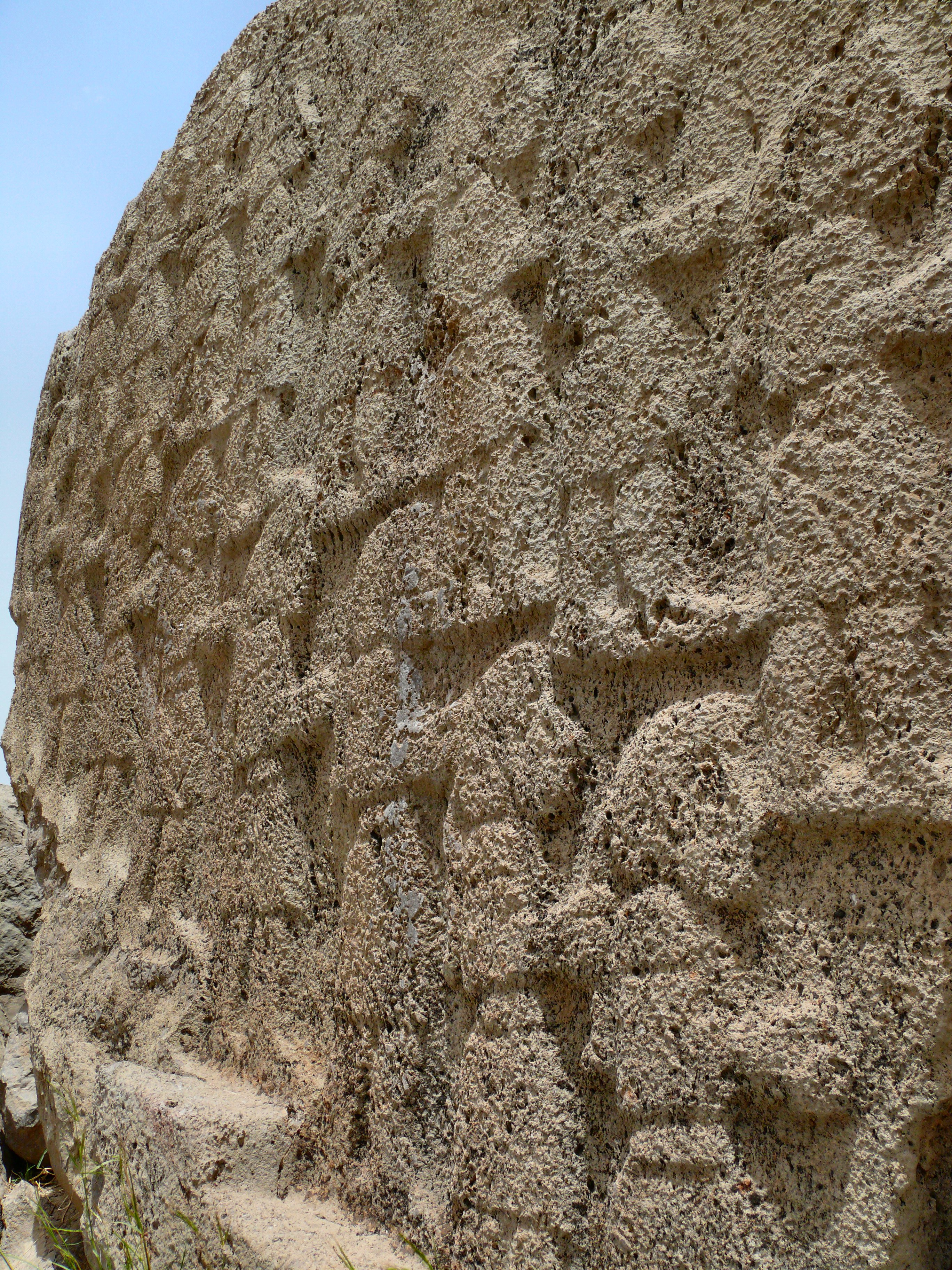
دسته‌های نیایشگران در نقش برجستهٔ کورنگان در ممسنی.

تنها اطلاع ما دربارهٔ مراسم مذهبی ایلامیان، از چند یافته مجزا تشکیل می‌شود. در میان مهرهای بی‌شمار پیشین و مناظر متنوع آنها، تاکنون تنها یکی مربوط به مراسم پرستش بوده‌است.
شرکت کنندگان در مراسم ایلامی، به‌وضوح با دو نوع نیایش مختلف یعنی نیایش خطاب و نیاش سکوت آشنا بودند. اولی شامل دراز کردن دست در برابر خدا بود، و شاید در این هنگام دعایی هم خوانده می‌شد. این حالت را در بین کسانی که بر سکوی مزبور مشغول دعا هستند، می‌توان دید. هرگاه مؤمنان هدایایی با خود در آن زمان می‌آوردند، تنها دست راست خود را بلند می‌کردند، اما در نیایش سکوت مؤمنان دست‌های خود را روی کمربندهای خود می‌نهادند.
از منابع و مدارک، تنها گاهی منظره‌ای از مراسم مذهبی ایلامی در برابر چشمان ما گسترده می‌شود. پرستش معمولاً همراه موسیقی انجام می‌گرفت. در ۲۲۵۰ پیش از میلاد، کوتیک اینشوشی‌ناک (پادشاه ایلام)، به رامشگران حقوق می‌داد تا صبح و غروب در برابر مدخل اصلی معبدی که او وقف اینشوشی‌ناک کرده بود، بنوازند و آواز بخوانند.
قربانی کردن نیز شاید جزء تشریفات روزانه پرستشگاه ایلامی بود. در مراسم وقف پرستشگاه جدید اینشونی‌ناک در شوش، که طی آن ۲۰ پیمانه روغن به دروازه‌های آن پاشیده می‌شد، کوتیک اینشوشی‌ناک دستور داد که هر روز «یک گوسفند در معبد بالا و یک گوسفند در معبد پایین ذبح شود.» از لوح‌های دیگر مربوط به سده‌های بعد چنین برمی‌آید که، در همان معبد بالا به‌طور منظم گوسفند ذبح می‌شد. شاید گوسفندی دیگر را در معبد، در برابر تخت و مجسمه فرمانروا قربانی می‌کردند. این عمل نیز به سبب انگیزه‌های سیاسی انجام می‌گرفت: هنگام عزیمت سربازان به جبهه، گوسفندانی را در شوش در برابر تندیس عظیم شیری که احتمالاً در کنار دروازه شهر بود، قربانی می‌کردند.

### آثار باستانی در ارتباط با مراسم مذهبی
کول فرح یا نیایشگاه نارسینا در شمال و اشکفت سلمان یا نیایشگاه تاریشا در جنوب شهر ایذه مکان‌هایی هستند که بیشترین نقش برجسته‌های ایلامی را در آنجا می‌توان دید. در کول فرح ۶ و در اشکفت سلمان ۴ نقش برجسته از مراسم مذهبی ایلامیان در حدود ۲۷۰۰ سال پیش بر سنگ‌ها حک شده‌است. در نقش برجسته شماره ۳ کول فرح یکی از مراسم مذهبی ایلامیان را که همراه با حمل مجسمه و قربانی کردن برای خدایان است، نشان داده شده‌است.

## پرستشگاه‌ها

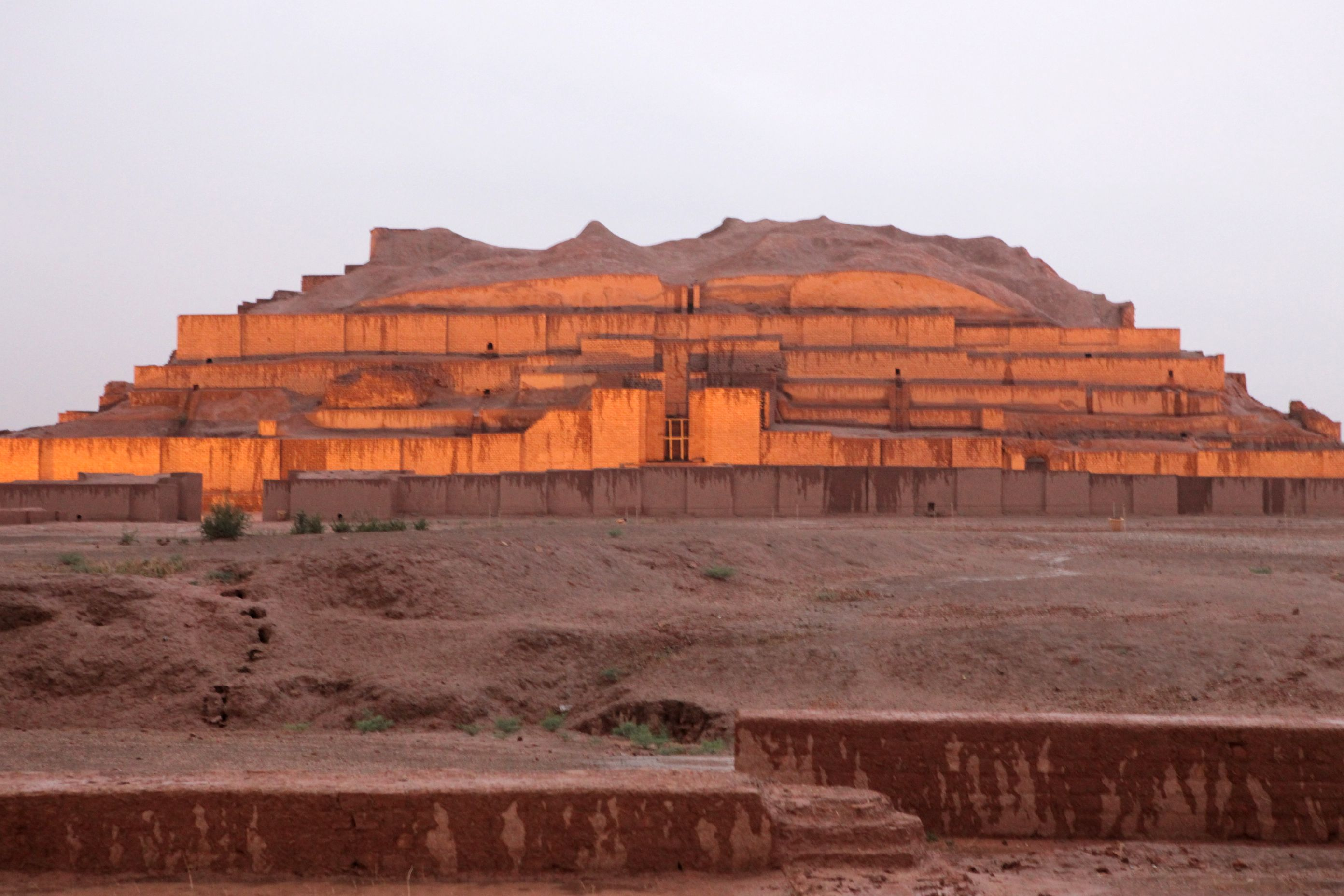
پرستشگاه چغازنبیل.

در مدخل پرستشگاه ایلامی، تندیس‌های شیر و گاو یا جانوران یا گریفون‌هایی قرار می‌دادند. لازم نبود که این تندیس‌ها را عظیم بسازند، زیرا معلوم بود که کیتن، یعنی نیروی سحرآمیز این تندیس‌ها برای حفاظت پرستشگاه کافی است. در چغازنبیل، تندیس‌های کوچکی از گاو از گل پخته و مزین به سنگ لاجورد، به دست آمده‌است. در شرحی که آشوربانی‌پال پادشاه آشور، دربارهٔ برانداختن دولت شوش نوشته چنین آمده‌است:
«گاوهای وحشی را که زینت دروازه‌های معبد بود از جای برکندم.»
برای پرستشگاه، محراب‌ها و همچنین جدول‌هایی می‌ساختند که خون قربانیان و شراب مقدس در آن‌ها ریخته شود، در محراب همه گونه ظرف، و همه نوع تندیس جانوران مانند گوسفند و بز و سنگ پشت از چوب و مفرغ یا سنگ، که بعضی از آن‌ها را می‌آویختند دیده می‌شد، همچنین سلاح‌های گوناگونی مانند شمشیر، تبر و تیر در آنجا می‌گذاشتند.
به این پرستشگاه که از سوی فرمانروایان و افراد متنفذ وقف می‌گشت، تعداد بی‌شماری هدیه از طرف مردم عادی ایلام که شامل زینت آلات مختلف، و همچنین مخروطی‌هایی از گل رس که دارای نوشته‌های مذهبی بود، آورده می‌شد. این مخروطی‌ها تنها ۶ سانتیمتر ارتفاع داشتند ولی دو خط عمودی پیش ایلامی که در حدود ۲۲۲۰ پیش از میلاد از میان رفت، در آن جای می‌گرفت. نیمی از این نوشته مبهم مانده‌است، ولی پایان خط دیگر ممکن است این معنی را داشته باشد: «پادشاه سرزمین محفوظ باد.» معلوم است که در این‌جا فردی می‌کوشد نظر موافق خدایان را به سوی فرمانروای خود جلب کند.

### بیشه‌های مقدس
یکی دیگر از ویژگی‌های معابد ایلام، بیشه‌های مقدس آن بود که از آن‌ها در بعضی کتیبه‌ها نام برده شده‌است، مانند آنچه در معبد خدای خورشید ناه هونته در شوش دیده می‌شود، و احتمالاً بخش لازم هر پرستشگاه ایلامی بود. این نکته از گزارش آشوربانی‌پال در زمان تخریب شوش، برمی‌آید: «معابد ایلام را با خاک یکسان کردم. خدایان و الهه‌های آن را بر باد دادم. سربازانم وارد بیشهٔ مقدس آن شدند، جایی که هیچ بیگانه در آن پای ننهاده یا حتی به کنار آن نرسیده بود، رازهای آن را دیدند و آنها را در آتش سوختند…»

## کاهنان

فلزنگاره نیایش آفتاب در میانه تابلو، دو مرد که با توجه به مراسم مذهبی خودشان، لخت هستند، به حالت نیمه نشسته قرار دارند.

به نظر می‌رسد که کاهنان ایلامی، ضمن انجام دادن مراسم مذهبی عریان بودند. گواه عمده این مطلب، تصاویر روی مهرها و روی اشیاء کوچک دیگر است که در شوش پیدا شده و مربوط به اواخر هزاره سوم پیش از میلاد است. در همهٔ دوره‌ها، کاهنان در معبد مشغول خدمت بودند. تعداد آنان در پایتخت مسلماً بی‌شمار بود. در راس آن‌ها کاهن بزرگ قرار داشت که بدون تردید در دربار از نفوذ فراوانی برخوردار بود، و حتی در لشکرکشی‌های پادشاه همراه او می‌رفت. نظارت بر املاک وسیع معبد، و بر کالایی که به خاطر خدایان وارد می‌شد، در دست کاهنان بود. از منابع نیز چنین برمی‌آید که ایلام غیبگویانی نیز داشت و وظیفه آن‌ها احتمالاً دانستن فرمان‌های خدایان، با بررسی جگر و سایر اعضای حیوانات قربانی شده بود. گاهی هم کاهنان می‌کوشیدند که کما بیش به صورت مصنوعی خود را وارد عالم خلسه کنند.
به خدایان ایلام نه تنها کاهنان بلکه کاهنه‌ها نیز خدمت می‌کردند، و مانند همکاران مذکر خویش به امور اداری می‌پرداختند بر طبق یک متن، کاهنه‌ها مقادیر زیادی جو مطالبه می‌کردند، و آن را نیز دریافت می‌داشتند. بر طبق سند دیگری، کاهنه‌ای در صدد فروش خانه‌ای با همکاری پیشه‌وری برآمد، و این قرار داد را با ناخن خود مهر کرد، اثر آن را هنوز روی لوحه می‌توان دید. یک گروه ویژه در میان کاهنه‌ها، از زنان یا دوشیزگانی تشکیل می‌یافت که، خود را وقف الهه بزرگ کرده بودند. تنها آگاهی ما دربارهٔ آنها، محدود به رسیدهای اداری از دوره بابلی محدود به رسیدهای اداری از دوره بابلی پیشین است، و فقط ثابت می‌کند که این خدمتگزاران پینی‌کر یا کری-ریشا نیز دارای مستغلات واقعی بودند و آن را به طرز سودآوری اداره می‌کردند.

## ازدواج با محارم
در بین ایلامیان ازدواج با محارم رسم بوده‌است و تصور می‌رود این رسم منحصر به ایلامیان نبود و برخی اعتقاد دارند که اصل ازدواج با محارم در هخامنشیان نیز عادتی بود که از ایلامیان گرفته شد. علی‌رغم این وضع مغشوش، رعایت قانون وراثت، طی دوره‌های متمادی آن را به صورت قانون آسمانی درآورده و برای تمیز نگه داشتن خون خاندان جنبه اعتقاد دینی بخود گرفته بود.

## اعتقاد به زندگی پس از مرگ
در این‌جا باید نظر ایلامی‌ها را دربارهٔ جهان دیگر بررسی کنیم و ببینیم که آیا به زندگی پس از مرگ اعتقاد داشتند یا نه. بیشتر شواهد را در گورهای آن‌ها می‌توان یافت. تقریباً همیشه کوزه‌ای گلی در آن‌ها به عنوان هدیه گذاشته می‌شد، هنگامی که یک فرد عادی ایلامی می‌مرد، او را بدون کفن، زیر سقف کلبه‌اش به جای می‌نهادند. اما هر قدر هم بی‌نوا بود، ظرفی سفالین همیشه در کنار پایش قرار می‌دادند. در گور توانگران نیز چنین ظرف‌هایی گذاشته می‌شد. خواه آن‌ها در تابوت‌های سفالین، یا در سرداب‌های زیبا دفن می‌شدند. همچنین مجراهایی می‌ساختند که آب از طریق آن‌ها وارد گورها شود: ایلامی‌ها می‌پنداشتند که نوشیدنی نیز مانند غذا پس از مرگ لازم است.
آشوربانی‌پال ادعا می‌کند که، سرداب‌های گوری پادشاهان ایلام را ویران کرده، و استخوان‌های آن‌ها را به آشور برده، و با جلوگیری از اهدای غذا و آشامیدنی، روح آن‌ها را آزرده‌است. این نکته مورد بحث است که، آیا پادشاه آشور تنها عقیده خود را در مورد جهان دیگر ابراز داشته، یا این رسم پیش از او در ایلام برقرار بوده‌است. اما گزارش او با کاوش‌های باستانشناسان تأیید می‌شود که، بر طبق آن‌ها گذاشتن غذا و آشامیدنی پیش از حمله آشوری‌ها، مرسوم بوده‌است. همچنین متون حقوقی مربوط به دوره بابلی کهن به دست آمده که در آن‌ها تأکید شده که به فرد وصیت کننده، باید به‌طور منظم پس از مرگش هدایایی تقدیم شود. ایلامی‌ها عقیده داشتند که، چنین هدایایی سرنوشت فرد متوفی را تعیین می‌کند، و روح او را از عذاب جاویدان نجات خواهد داد. در هفت لوحه‌ای که در گورهای شوش پیدا شده، نظریه ایلامی‌ها را دربارهٔ جهان دیگر بهتر می‌توان دید. این متن‌های اکدی، با آنکه گاهی مبهم یا ناقص است، به‌طور ویژه برای مردگان تنظیم، و با آن‌ها در گورشان نهاده شده‌است. بدین ترتیب، حاکی از عقاید متداول دربارهٔ مرگ و جهان دیگر است، هر چند نظر فرد فردِ افراد در حیات چنین نبوده باشد.
نخستین لوحه دربارهٔ مردی ایلامی است که زندگی او در روی زمین تنها توأم با بدبختی بوده‌است. این لوحه چنین آغاز می‌شود: «ای خدا و فرمانروا، اکنون می‌روم.» این جمله ظاهراً خطاب به فرشته نگهبانی است که زندگی او را بر روی زمین هدایت می‌کرده‌است. این مرد ایلامی انتظار دارد که پس از گذشتن از مرحله گور و ظاهر شدن در برابر خدایان بزرگ، خدا دستش را بگیرد. سپس در این لوحه چنین می‌آید: «حکم خود را خواهم شنید و پای ترا خواهم بوسید.» در داوریی که انتظار آن را دارد، از فرشته نگهبان استمداد می‌کند. همچنین می‌گوید: «بگذار به خدمتت درآیم… از تو می‌خواهم که مرا سرانجام در قلمرو تاریکی هدایت کنی، زیرا سرنوشت من در روی زمین جز شکنجه و نومیدی چیزی نبود و با وجود این، بر روی زمین غم‌انگیز، در مرغزار دوره خشکسالی، آب و گیاه زیادی در اختیارم ننهادی.»
اگر چه در این متون، نکات مبهم فراوان است اما در آن‌ها می‌توان به علاقه مداوم ایلامی‌ها در مورد همراهی خدا با شخص متوفی پی برد. آن‌ها انتظار داشتند که خدا پس از مرگ دهان آن‌ها را با روغن پر کند، و گوشت و نان در برابرشان بگذارد و شراب یا لااقل آب برای آن‌ها تهیه کند. در ماورای این متون بدون شک می‌توان آثار وحشتی را احساس کرد که هر فرد دررفتن به جهان دیگر داشت. به عقیده آنها، دو الهه راهنما با نام‌های ایشنی کاراب‏ و لاگامال‏ آن‌ها را به حضور می‌پذیرفتند و آن‌ها را نزد اینشوشی‌ناک می‌بردند که به عنوان «وزن کنندهٔ ارواح» فتوای خود را صادر می‌کرد. به نظر می‌رسد که ایلامی‌ها به این فتوا زیاد اعتماد داشتند. همهٔ این مطالب ثابت می‌کند که اعتقاد به جهان دیگر در سراسر ایلام رواج داشت.

## نگارخانه

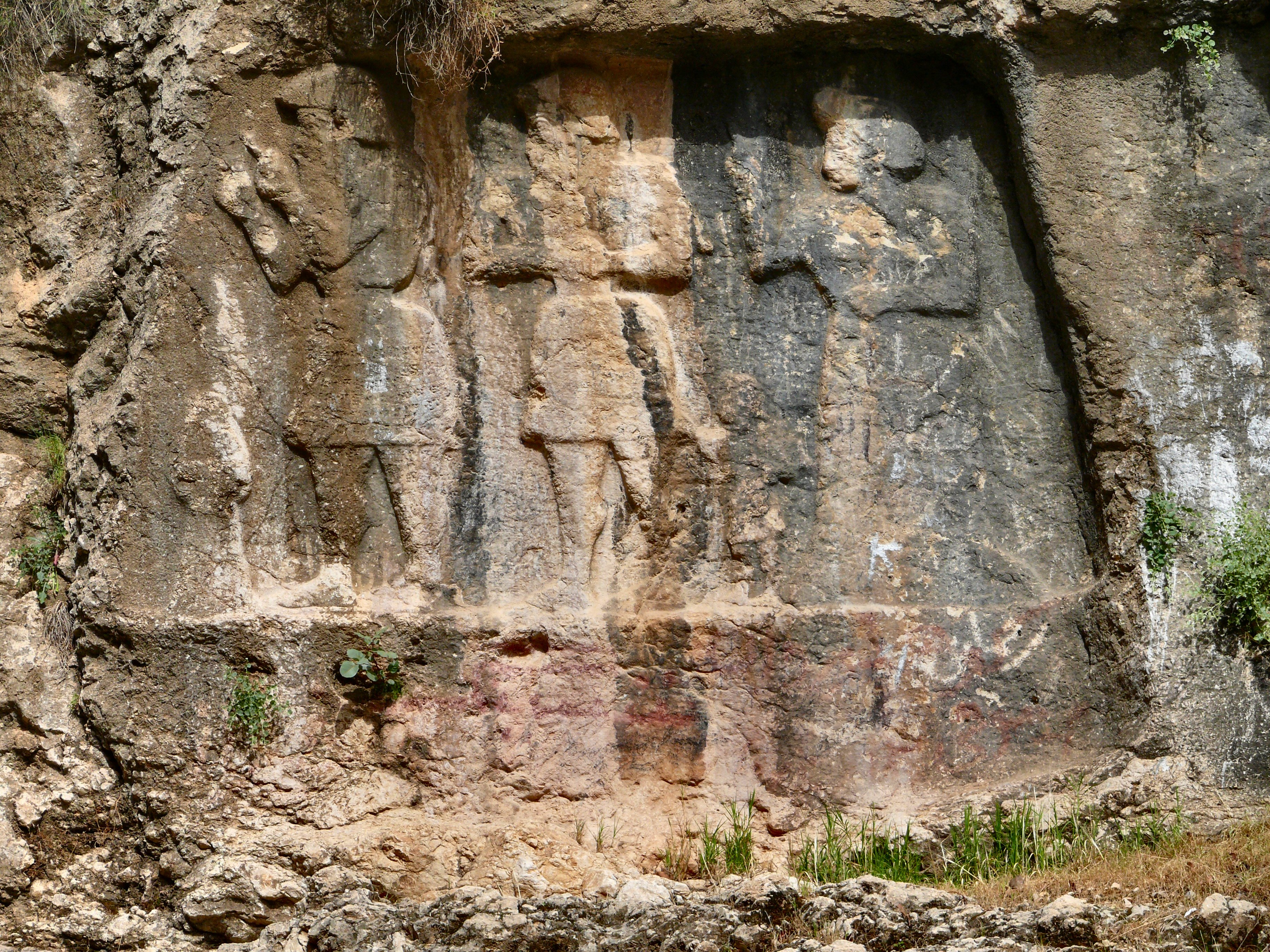
نخستین نقش برجسته در اشکفت سلمان
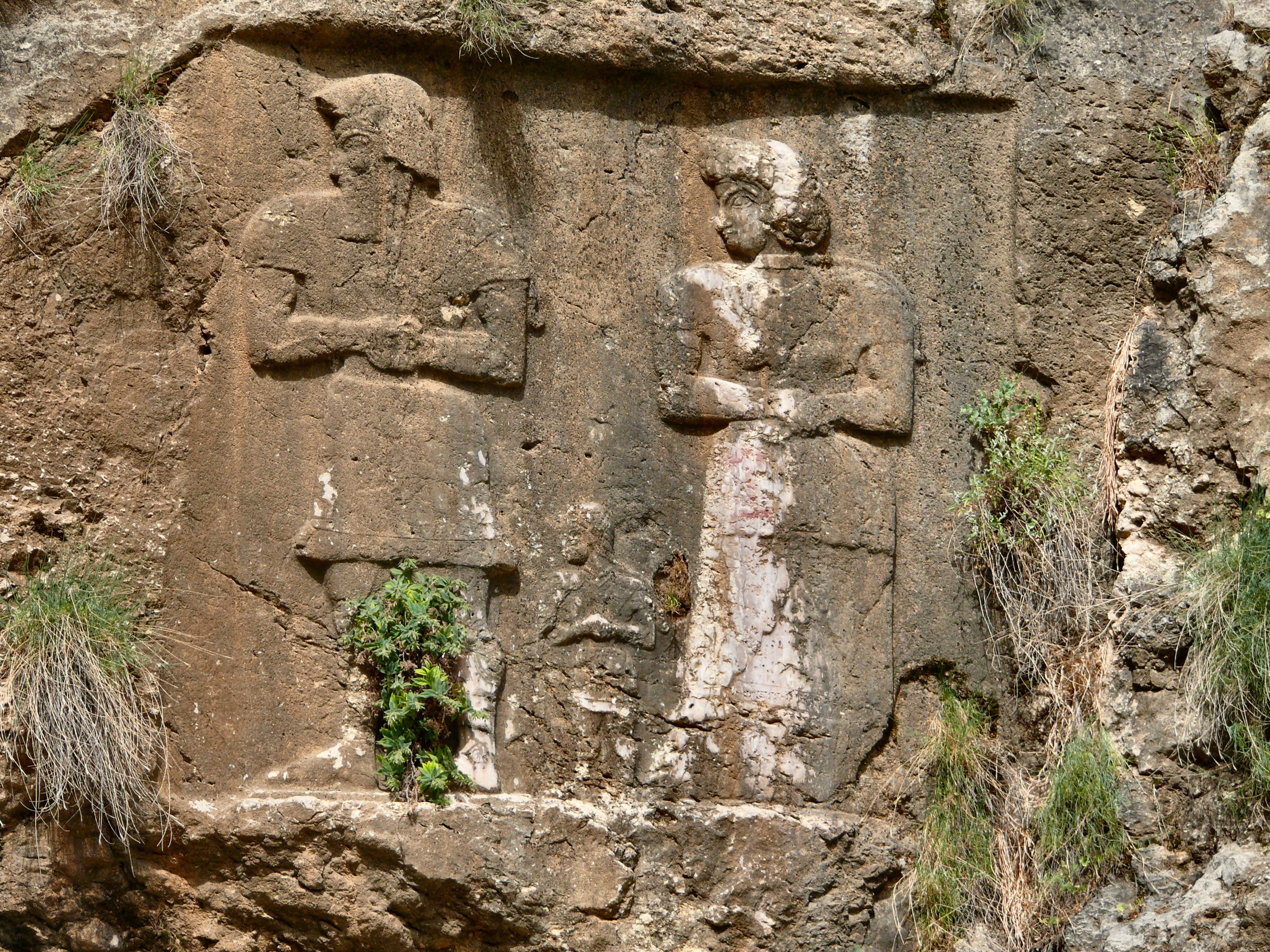
دومین نقش برجسته در اشکفت سلمان
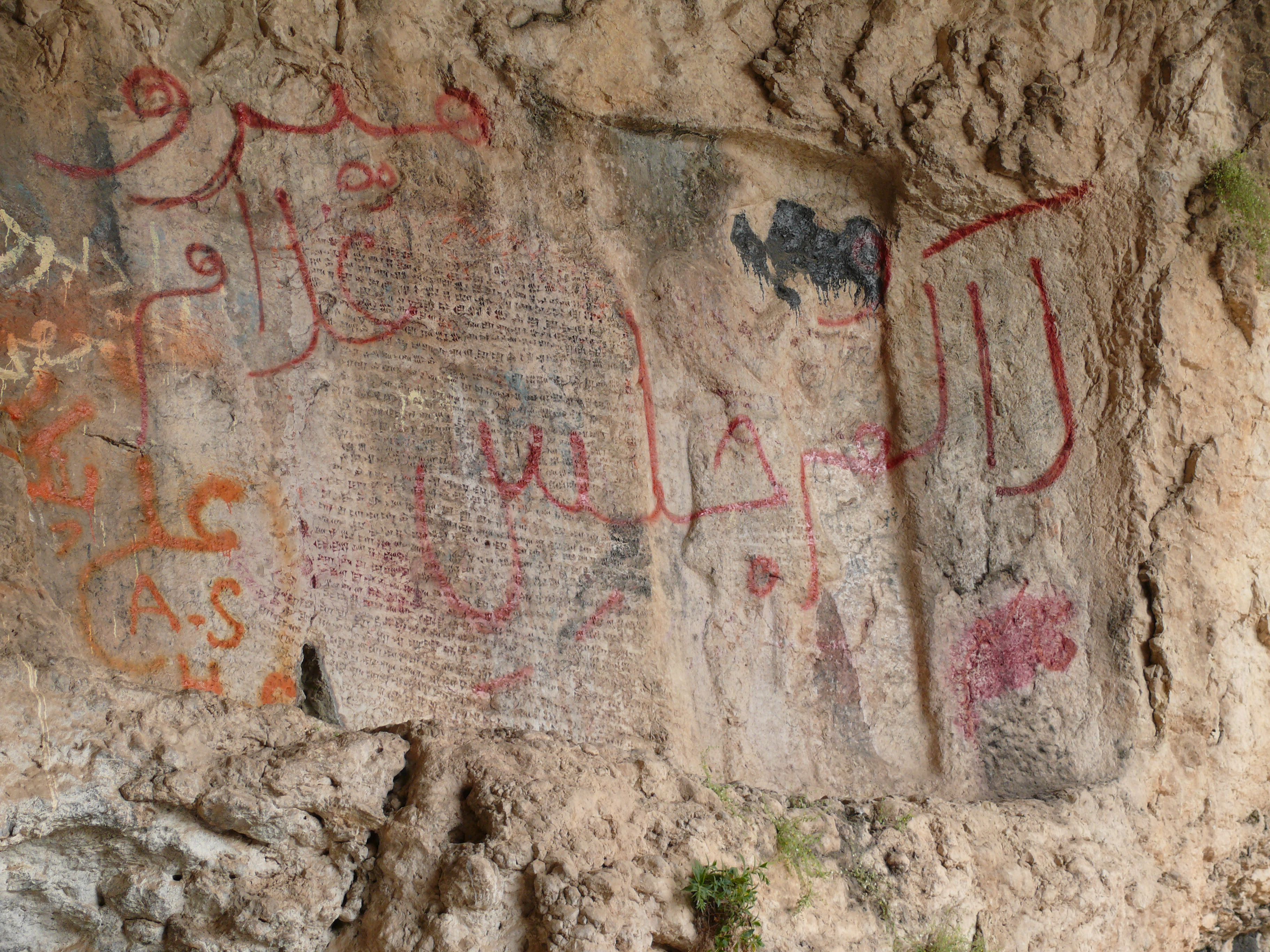
سومین نقش برجسته در اشکفت سلمان
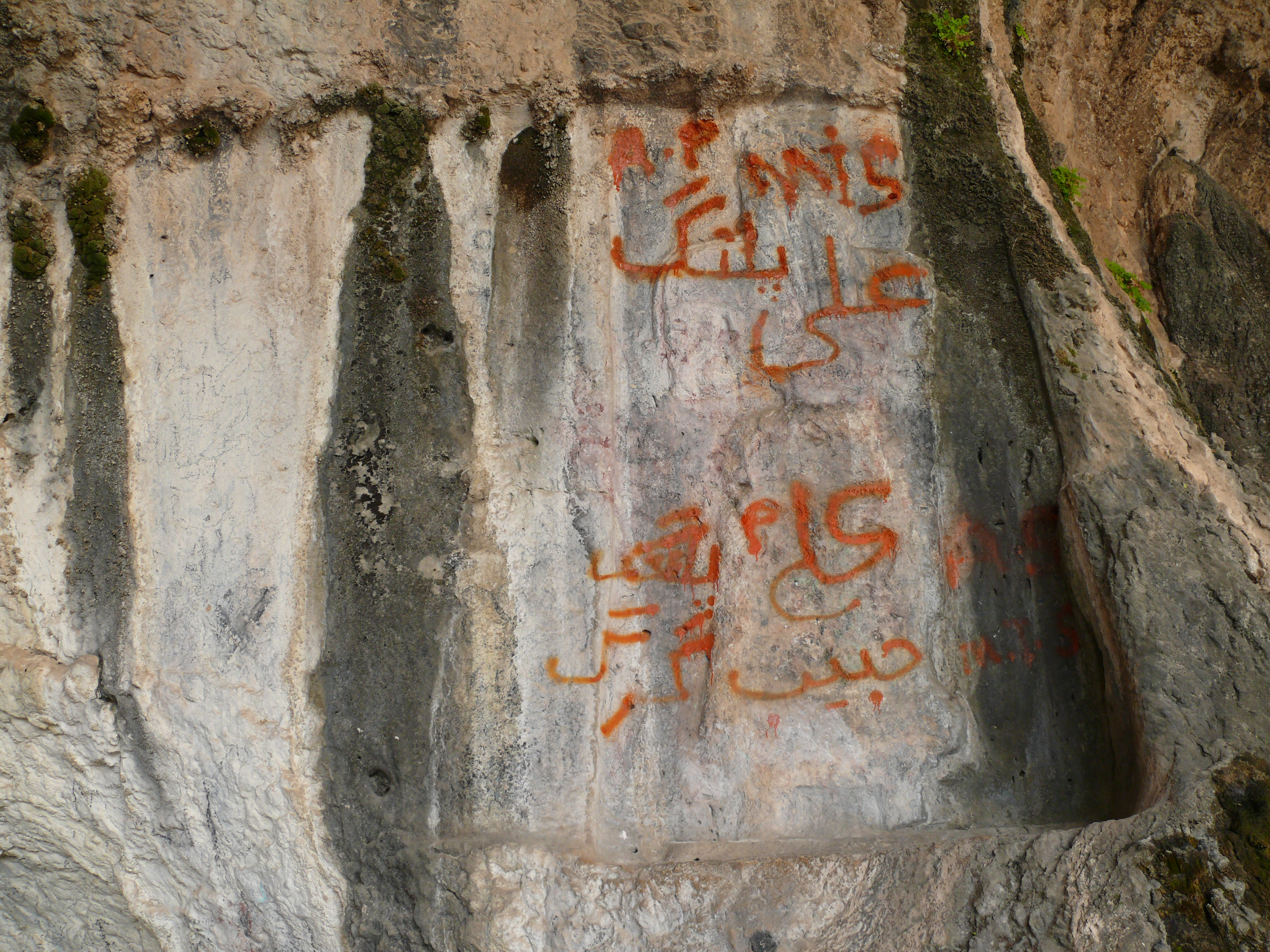
چهارمین نقش برجسته در اشکفت سلمان
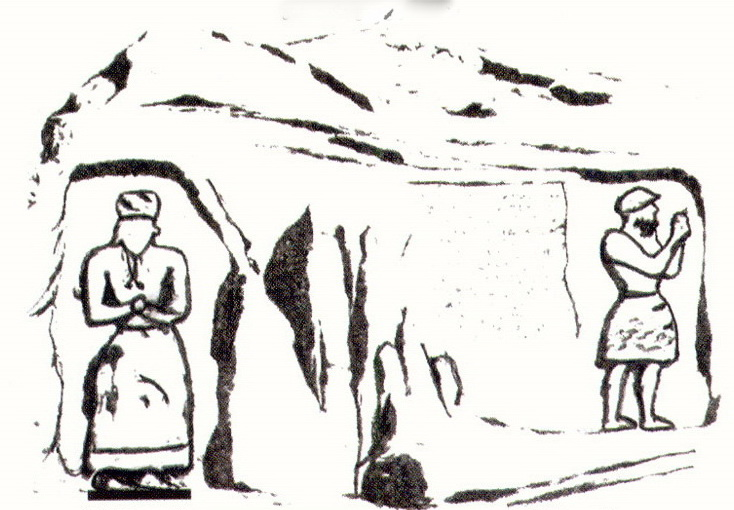
طراحی نقش برجستهٔ اشکفت سلمان